# Gonade

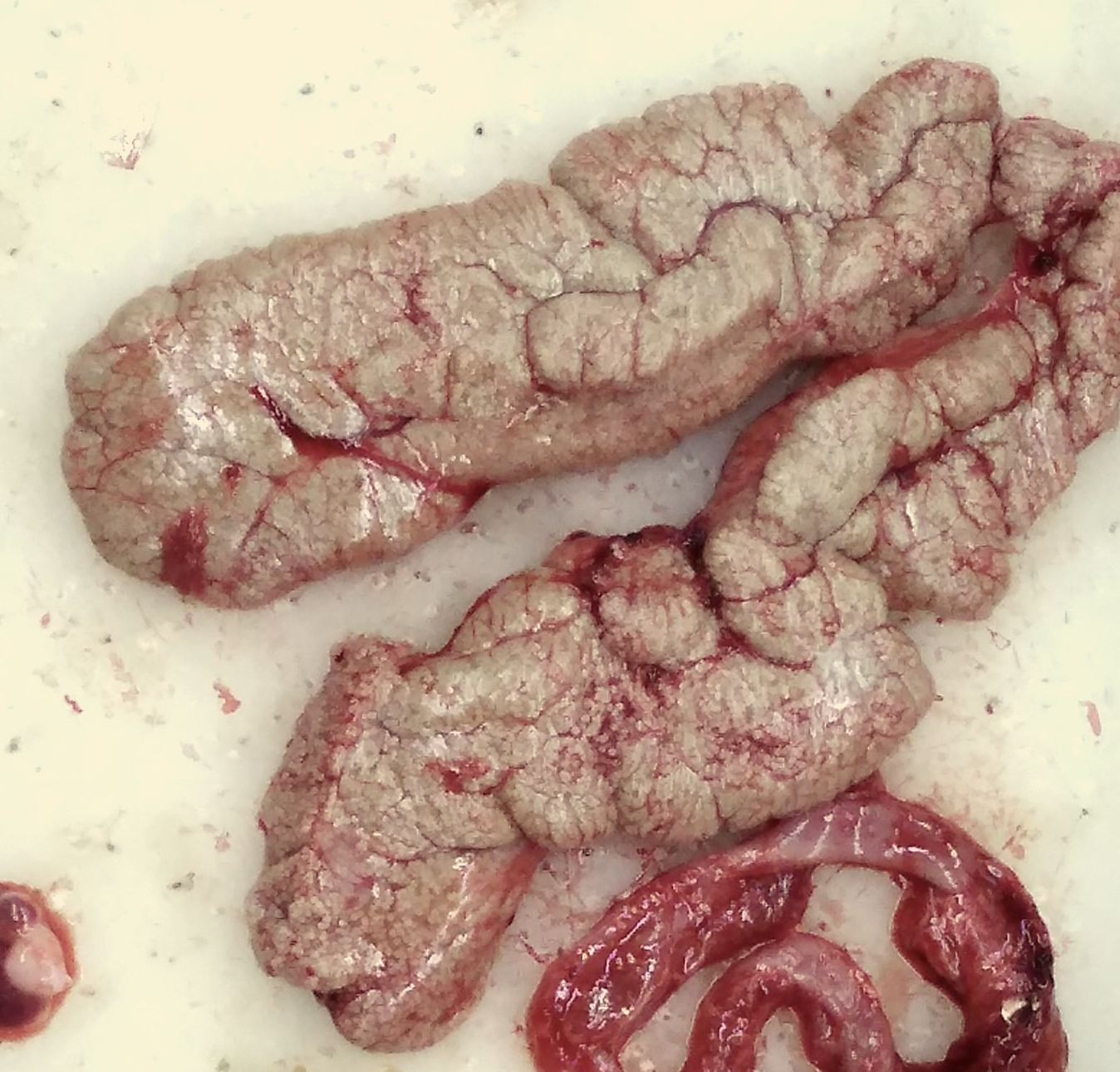
une paire d'ovaires frais de Cyprinus carpio placés dans une boîte de dissection

Une gonade est un organe animal destiné à la reproduction (un organe reproducteur). Chez les mammifères, les gonades vont par paire ; il s'agit des testicules chez le mâle et des ovaires chez la femelle ; elles jouent un rôle important au sein de l'appareil reproducteur, puisque c'est au niveau de ces organes que sont produites les cellules reproductrices c'est-à-dire les gamètes :
- mâles : les spermatozoïdes, par les testicules ;
- femelles : les ovocytes, par les ovaires.

Chez l'être humain, les gonades mâles et femelles se différencient au cours du développement embryonnaire. 
L'ovaire se forme avant le testicule, en raison de la régression du canal de Wolff et du maintien du canal de Müller. C'est l'inverse chez un individu de sexe masculin.
Il existe une forme de gonade combinant les caractéristiques d'un ovaire et d'un testicule : l'ovotestis. On trouve ce type de glande génitale hermaphrodite chez les gastéropodes notamment, mais il arrive parfois que les fœtus humains en soient dotés.
Au XIXe siècle, les gonades seront choisies comme élément principal de détermination du « vrai sexe » d'une personne.